# Dendromyza ledermannii
Dendromyza ledermannii är en tvåhjärtbladig växtart som först beskrevs av Pilger, och fick sitt nu gällande namn av Hans Ulrich Stauffer. Dendromyza ledermannii ingår i släktet Dendromyza och familjen Amphorogynaceae. Inga underarter finns listade i Catalogue of Life.